# 118-as villamos (Budapest)
A budapesti 118-as jelzésű villamos Budagyöngye és Albertfalva, kitérő között közlekedett, így Buda egyik leghosszabb villamosvonala volt a maga korában. Villamos viszonylatjelzéseként használt valaha legnagyobb szám Budapesten a 118-as volt.

## Története
2003. szeptember 8-án indult a 18-as villamos meghosszabbított változataként Budagyöngye és Albertfalva, kitérő között (Szépilona kocsiszínben fordult). A Móricz Zsigmond körtéri vágányzár miatt 2006. augusztus 21-étől 2007. július 22-éig terelt útvonalon, Budagyöngye és a Csóka utca között járt. 2007. augusztus 19-én a budai villamoshálózat átszervezése miatt megszűnt.

## Útvonala
| 118 |
| - Budagyöngye - Szilágyi Erzsébet fasor |
| 18-118 |
| - Szent János Kórház - Szilágyi Erzsébet fasor - Moszkva tér - Krisztina körút - Magyar jakobinusok tere - Krisztina körút - Döbrentei tér - Szent Gellért rakpart - Szent Gellért tér - Bartók Béla út - Móricz Zsigmond körtér - Fehérvári út - Albertfalva, kitérő |
| 18 |
| - Fehérvári út - Feltáró út - Savoya Park |

## Megállóhelyei
| 0  | Budagyöngye végállomás                     | 34 | 56 22, 22, 56, 158                                                                    |
| 1  | Nagyajtai utca                             | 33 | 56 158                                                                                |
| 3  | Szent János Kórház                         | 40 | 18, 56, Fogaskerekű 22, 28, 128, 156, 158                                             |
| 4  | Fogaskerekű vasút                          | 30 | 18, 56, Fogaskerekű 5, 156                                                            |
| 5  | Nyúl utca                                  | 29 | 18, 56 5                                                                              |
| 8  | Moszkva tér                                | 27 | 4, 6, 18, 56, 59, 61 5, 10, 21, 21, 22, 22, 28, 39, 49, 56, 110, 128, 156, 158        |
| 11 | Déli pályaudvar                            | 24 | 18, 59, 61 21, 21, 39, 102, 139 Budapest-Déli                                         |
| 12 | Mikó utca                                  | 22 | 18                                                                                    |
| 13 | Krisztina tér                              | 21 | 4, 5, 16, 78, 105 18                                                                  |
| 15 | Dózsa György tér                           | 20 | 5, 16, 78 18                                                                          |
| 16 | Döbrentei tér                              | 18 | 5, 78 18, 19, 41                                                                      |
| 20 | Szent Gellért tér                          | 14 | 18, 19, 41, 47, 49 7, 47-49V, 73, 86, Tétény                                          |
| 22 | Bertalan Lajos utca                        | 12 | 18, 19, 41, 47, 49 47-49V                                                             |
| 24 | Móricz Zsigmond körtér                     | 10 | 6, 18, 19, 41, 47, 49, 61 3, 3, 7, 7, 27, 40, 40, 40E, 47-49V, 53, 73, 140E, 153, 173 |
| 26 | Bocskai út                                 | 8  | 4, 18, 41, 47 12, 53, 86, Újbuda                                                      |
| 28 | Fővárosi Művelődési Ház                    | 6  | 18, 41, 47                                                                            |
| 29 | Bártfai utca (↓) Hauszmann Alajos utca (↑) | 5  | 18, 41, 47                                                                            |
| 31 | Etele út (↓) Hengermalom út (↑)            | 3  | 18, 41, 47 14, 103, 114                                                               |
| 32 | Kalotaszeg utca                            | 2  | 18, 41, 47                                                                            |
| 33 | Andor utca (↓) Galvani utca (↑)            | 1  | 18, 41, 47 14, 114                                                                    |
| 34 | Albertfalva, kitérő végállomás             | 0  | 18, 41, 47                                                                            |

## Külső hivatkozások
- A 4-es metró építéséhez kapcsolódó vágányzárak a Fehérvári úton. villamosok.hu/balazs. (Hozzáférés: 2017. március 19.)
- Változások Budapest villamosközlekedésében. villamosok.hu/balazs. (Hozzáférés: 2015. október 2.)
- A 118-as villamos menetrendje. bkv.hu. [2007. október 11-i dátummal az eredetiből archiválva]. (Hozzáférés: 2018. február 3.)